# Stichodactyla haddoni
Stichodactyla haddoni là một loài hải quỳ thuộc chi Stichodactyla trong họ Stichodactylidae. Loài này được mô tả lần đầu tiên vào năm 1893.

## Phạm vi phân bố và môi trường sống
S. haddoni có phạm vi trải dài trên khắp khu vực Ấn Độ Dương - Thái Bình Dương. Từ Biển Đỏ và phía đông nam Iran, phạm vi của chúng trải dài về phía đông đến Nouvelle-Calédonie, giới hạn phía bắc đến Nhật Bản, phía nam đến Singapore và Úc.
Loài này sống ở vùng gian triều, nơi có nền cát nhiều bùn và trong các thảm cỏ biển.

## Mô tả
Đĩa miệng có đường kính đạt đến 50 cm (hiếm khi vượt hơn kích thước này). Đĩa miệng có màu vàng nhạt đến da cam. Thân hải quỳ phớt vàng hoặc nâu tanin. Xúc tu có màu đồng nhất, thường là các màu xanh lục, vàng hoặc xám, ít khi có màu hồng, có thể nhiều màu nhưng các xúc tu cùng màu thường nằm thành một cụm.

## Sinh thái học

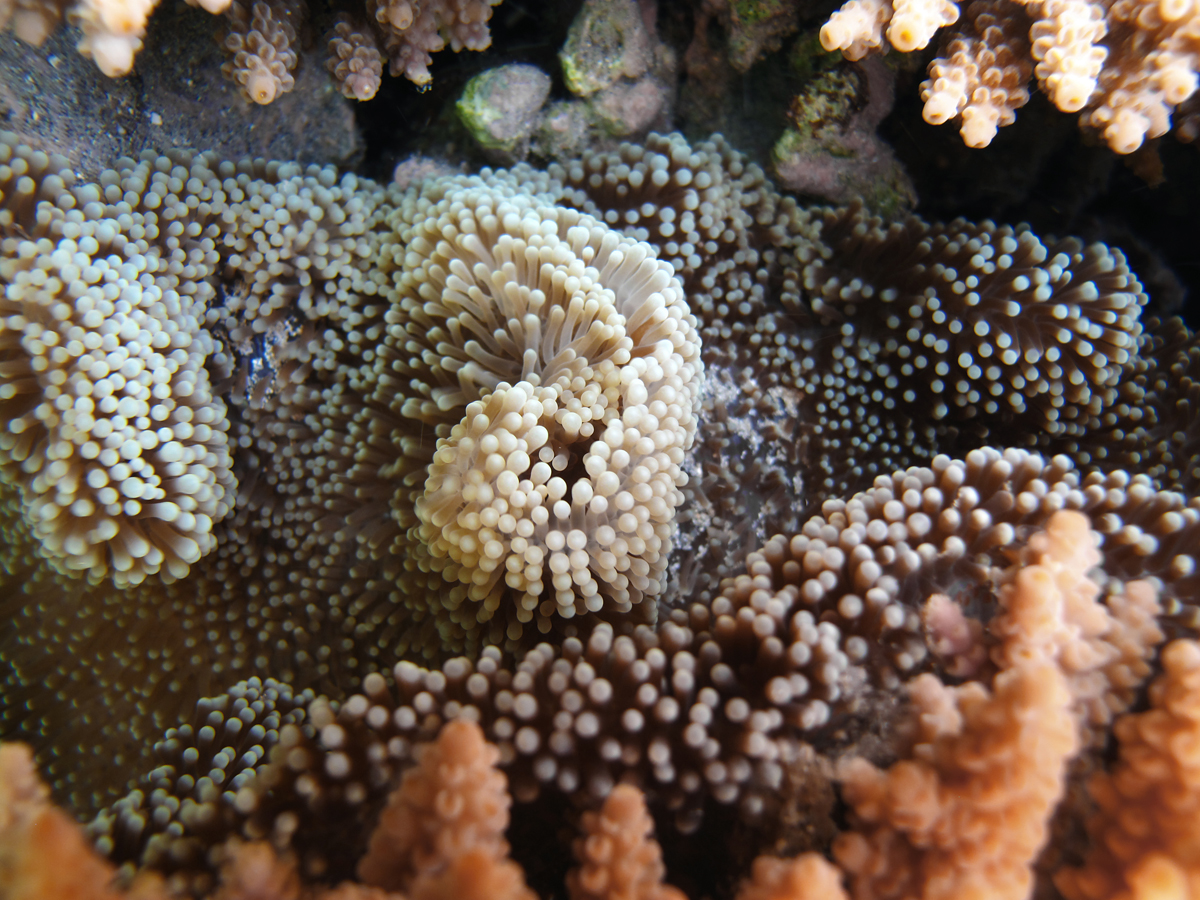
Xúc tu của S. haddoni

S. haddoni có thể rút nhanh hoàn toàn vào dưới nền cát khi bị đe dọa, làm cho cá hề sống cộng sinh với nó bơi lơ lửng cách mặt đáy. Xúc tu có độ dính, nếu bám chặt vào tay có thể kéo cả hải quỳ ra khỏi nơi ẩn nấp. Khi tiếp xúc với da người, chúng tuy không gây đau đớn nhưng có thể làm nổi mề đay.
S. haddoni là hải quỳ cộng sinh của những loài cá hề sau đây:
- Amphiprion akindynos
- Amphiprion chrysogaster
- Amphiprion chrysopterus
- Amphiprion clarkii
- Amphiprion fuscocaudatus
- Amphiprion omanensis
- Amphiprion polymnus
- Amphiprion sebae
- Amphiprion tricinctus

Cá thia của loài Dascyllus trimaculatus cũng chọn hải quỳ S. haddoni làm nơi cư trú. Nhiều loài tôm cũng sống cộng sinh với S. haddoni, như đã được biết đến ở các loài Periclimenes brevicarpalis, Thor amboinensis, Ancylomenes holthuisi, Idiomysis inermis hay cua Neopetrolisthes maculatus.
Một nghiên cứu cho thấy, khả năng sống sót và tăng trưởng của S. haddoni được tăng lên khi có mặt cá hề sống cộng sinh trong điều kiện nuôi nhốt.

## Tác dụng dược học và độc tố
Chiết xuất từ chất nhầy của hải quỳ S. haddoni và Heteractis magnifica có hoạt tính chống đông máu. Bên cạnh đó, chất nhầy của S. haddoni còn có tác dụng ức chế sự phát triển của tế bào A549 gây ung thư phổi.
S. haddoni có 4 độc tố peptide SHTX, với SHTX I – III làm tê liệt cua và SHTX IV có khả năng gây chết cua.